# Sankt Englmar
Sankt Englmar là một đô thị trong huyện Straubing-Bogen bang Bayern, Đức.